# Stendynlav
Stendynlav (Micarea sylvicola) är en lavart som först beskrevs av Flot., och fick sitt nu gällande namn av Vezda & V. Wirth. Stendynlav ingår i släktet Micarea och familjen Pilocarpaceae.  Arten är reproducerande i Sverige. Inga underarter finns listade i Catalogue of Life.